# Rännelanda distrikt
Rännelanda distrikt är ett distrikt i Färgelanda kommun och Västra Götalands län. 
Distriktet ligger norr om Färgelanda. 

## Tidigare administrativ tillhörighet
Distriktet inrättades 2016 och utgörs av socknen Rännelanda i Färgelanda kommun
Området motsvarar den omfattning Rännelanda församling hade vid årsskiftet 1999/2000.